# Blandongan (Bugulkidul)
Blandongan is een bestuurslaag in het regentschap Pasuruan van de provincie Oost-Java, Indonesië. Blandongan telt 4338 inwoners (volkstelling 2010).